# Sarcaulus inflexus
Sarcaulus inflexus  es una especie de planta con flor en la familia Sapotaceae. 
Es endémica de Brasil. 
Está amenazada por pérdida de hábitat. 

## Fuente
- Pires O'Brien, J. 1998.  Sarcaulus inflexus.   2006 IUCN Lista Roja de Especies Amenazadas; bajado 23 de agosto de 2007